# Рудник Тенке-Фунгуруме
Tenke Fungurume Mining SA (сокр. TFM) — один из крупнейших производителей меди и кобальта в Демократической Республике Конго (ДРК). Строительные работы на площадке начались в конце 2006 года, а в 2009-м TMF выпустила первую медь. За период с 2006 по 2018 год Tenke Fungurume Mining уплатила более $2,5 млрд налогов и других сборов и обеспечивает работой 8 тысяч конголезцев.
Tenke Fungurume Mining получила своё название по двум расположенным рядом с производственной площадкой населённым пунктам — Тенке (англ.) и Фунгуруме (англ.).

## Расположение
TFM находится в Фугуруме, в провинции Луалаба, примерно в 180 км к северо-западу от города Лубумбаши. Разрабатываемый участок имеет площадь в 1600 км².

## Владельцы
Tenke Fungurume Mining SARL изначально принадлежала Phelps Dodge (57,75 %), канадской компании Tenke Mining Corporation с интересами в ДРК, Аргентине и Чили (24,75 %) и местной государственной горнодобывающей компании Gécamines (англ., 17,5 %).
19 марта 2007 года Phelps Dodge объединилась с компанией Freeport-McMoRan Copper & Gold Inc. В том же году Tenke Mining Corporation была поглощена другой канадской компанией, Lundin Mining.
В 2016 году китайская компания China Molybdenum приобрела 56-процентную долю в руднике, а в 2017 году доля была увеличена до 80 %. 20 % осталось у Gécamines.

## Операционная деятельность
В 2020 году Tenke Fungurume Mining было произведено 182,6 тысяч тонн меди и 15,4 тысяч тонн кобальта. Запасы рудника оцениваются в 24,87 млн тонн меди, содержание меди в руде 2,9 %.
В 2019 году China Molybdenum Co. утверждала, что из-за падения цен на кобальт и возросших затрат, рудник стал неприбыльным. В августе 2021 года компания объявила о намерении вложить 2,5 млрд долларов в расширение производства меди и кобальта в ДРК.